# Cú đêm

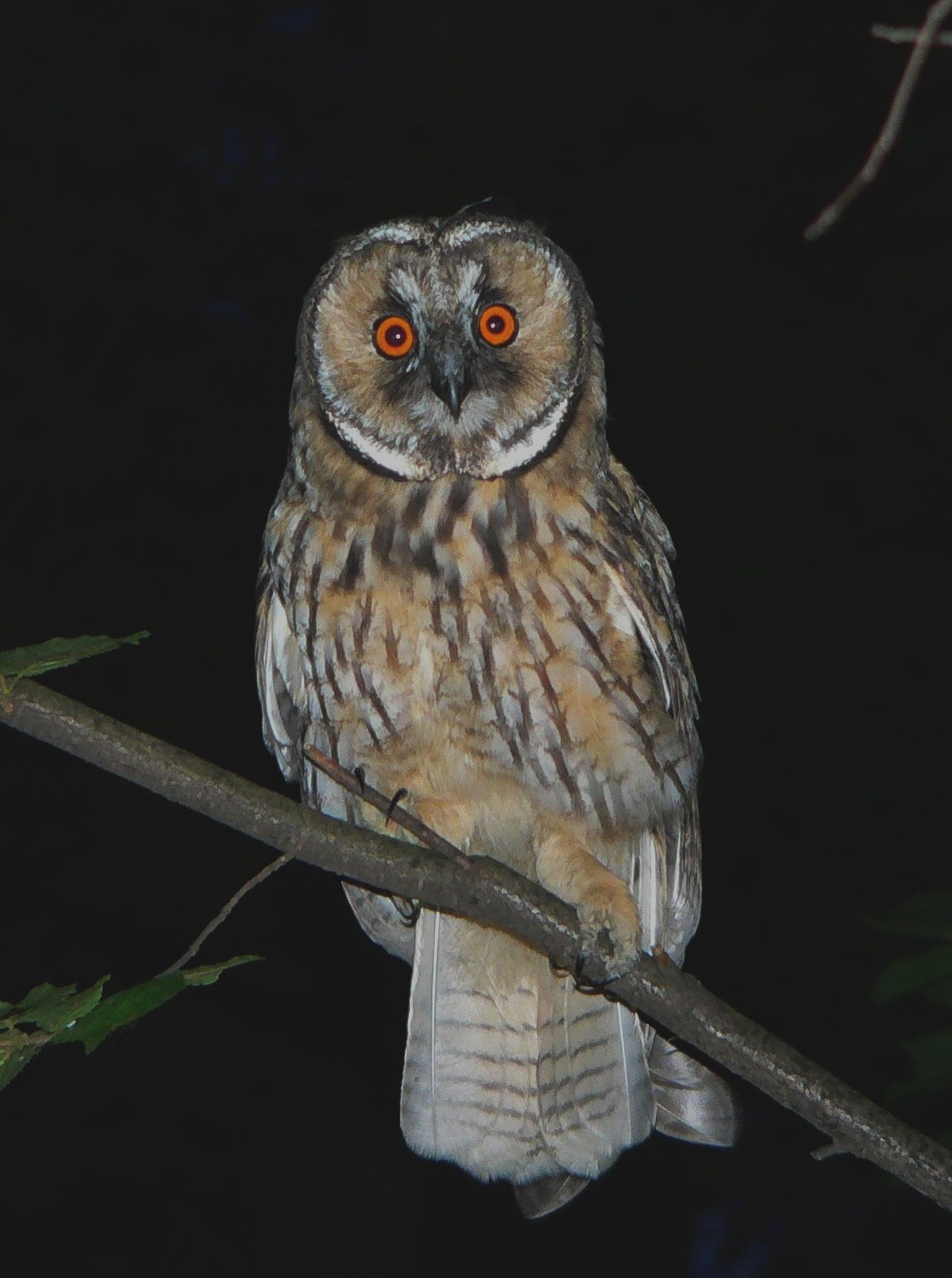
Loài cú, giống như cá thể này ở Ba Lan, thì thường sống về đêm.

Cú đêm, người sống về đêm hoặc đơn giản gọi là cú, là người có xu hướng thức khuya đến tận đêm muộn hoặc thậm chí là đến rạng sáng hôm sau. Cú đêm thì vô tình không thể buồn ngủ trong vài giờ liền sau một thời gian bình thường có thể mắc chứng rối loạn giấc ngủ trì hoãn.
Trái ngược với cú đêm là "chim sớm" hay "chim sáng" – một chú chim sâu dậy sớm đối lập với một con cú đêm – là những người có xu hướng bắt đầu đi ngủ tại một thời điểm được coi là sớm sủa và họ còn dậy sớm nữa. Các nhà nghiên cứu theo truyền thống thì sử dụng các thuật ngữ morningness và eveningness để chỉ hai dạng thời gian hoặc sinh vật ban ngày và loài ăn đêm trong hành vi của động vật.